# Pao alla conquista del mondo
Pao alla conquista del mondo è il terzo romanzo della scrittrice Anna Russo, pubblicato nell'aprile 2006 dalla casa editrice Einaudi.

## Trama
Chissà come vivono in mezzo al deserto fra il vento e la sabbia quarantacinque madri e cinquantanove fratelli! E gli uomini? No, non ci sono, sono morti in guerra, sono rimasti soltanto loro, le donne e i bambini. E tra loro c'è Pao, un bambino speciale piovuto dal cielo, diventato re per sbaglio, ma più saggio di un vero re.
E proprio grazie alle idee di Pao, semplici come possono essere le idee di un bambino, le donne e i loro figli riescono a fare quello che gli uomini non sanno fare: dimenticare la guerra, costruire un futuro di pace

## Edizioni
- Anna Russo, Pao alla conquista del mondo, Einaudi, 2006,  p. 73, ISBN 978-88-7926-563-8.